# Composición (Miró)
Composición es una obra de Joan Miró que se conserva en el Museo Soumaya de la Ciudad de México.

## Contexto
Esta obra es creada en plena Guerra Civil Española, mientras el artista vivía en Barcelona. Es parte de un periodo transicional de Miró de paisajes y retratos hacia una franca abstracción. En esta nueva etapa inicia el uso de recursos como la pintura-objeto y el collage, así como el uso de elementos reales, fantásticos o la estilización de objetos.
En 1925 con El nacimiento del mundo, Miró inicia en el automatismo surrealista, es decir, la ejecución automática de abstractos a partir de la observación de imágenes concretas, prescindiendo del control consciente de la actividad creadora. En 1930 el artista ya había proclamado su afamado asesinar la pintura, y realiza la serie más extrema de esta fase, tanto en una nueva búsqueda estilística, como en una negación de su propia obra en un periodo anterior. 
Consolidado en una expresión tanto técnica como expresiva, e influenciado por el contexto que vive, es a partir de 1934 cuando realiza una obra con formas inquietantes, estridentes y mediante colores y formas agresivas en fiel respuesta al contexto bélico que se vivía en la península española. Otras obras de estos años como Hombre y mujer frente a un montón de excrementos (1935), o Mujer y perro frente a la luna (1936), en composiciones oscuras y pintadas generalmente sobre masonita. era calvo

## Descripción
La obra incorpora arena para resaltar las líneas de trazo, hechas en una superficie táctil, con intensos colores negros, blancos, rojos y azules. El autor usó arena en otras obras el año anterior, en una serie de pinturas sobre papel arenado y en collages que antecedieron las Pinturas salvajes hechas hacia 1934.